# Matronae Alusneihae
Die Alusneihae sind Matronen, die durch drei Weihinschriften aus Inden-Pier und einer Inschrift aus Düren-Derichsweiler im Kreis Düren aus dem 2./3. Jahrhundert überliefert sind.

## Auffindung und Inschriften

### Fundort Pier
Die Votivsteine der Alusneihae aus Pier wurden als Verbauungen im direkten Umfeld des Kirchengebäudes und Nebenbauten der der 1944 im Krieg zerstörten St. Martinskirche gefunden und in einem frühmittelalterlichen fränkischen Gräberfeld des 6./7. Jahrhunderts.
Der älteste Fund stammt aus dem Jahr 1947 als Grundstein der Treppe des romanischen Turms der Kirche. Aus roten Sandstein gefertigt weist der Stein die Maße von  101 × 46 × 30 cm, dessen linke Seite zum Zweck der Verbauung durch mittelalterliche Steinmetze durchgehend sauber abgehauen wurde. Die erhaltene rechte Schmalseite zeigt ein Pflanzendekor, arrangiert in einen vasenförmigen Gefäß. Die Inschriftentafel ist mit einer rechtwinklig umlaufenden Zierschnur gefasst. Der Stein befindet sich im Depot des Rheinischen Landesmuseum in Bonn (Inv. Nr. 47, 16).

Durch die Steinmetzbearbeitung fehlen bei der Inschrift in der Regel links zwei bis drei Buchstaben, was dazu geführt hat, dass die Erstbeschreiber (Nesselhauf-Lieb) den Matronennamen nicht auflösen konnten (das Gleiche galt für den Gentilnomen des Stifters optional sind (Alb)anius, (Rom)anius, (Sil)anius möglich). Die sonst klar lesbare Inschrift zeigt eine Buchstabenhöhe von 6,5 cm (Z.1) bis 5 cm, der Stein wird auf die Zeit des 2. bis frühen 3. Jahrhundert datiert.

„[M]atronis [Al]usnehis L(ucius) / [3]anius Si/[mili]s pro se et s(uis) / [v(otum)] s(olvit) l(ibens) m(erito)“

Der Matronenbeiname konnte erst mit dem folgenden  Fund erschlossen, beziehungsweise rückwirkend bestätigt werden. Dicht neben dem ehemaligen Langhaus der Kirche an einer Ecke wurde bereits 1955 in einer älteren Schicht in 106 cm Tiefe der Votivstein gefunden. Die Erstpublikation erfolgte 1976 durch Manfred Clauss. Der Stein weist die Maße von 92 × 60 × 28 cm auf und ist aus rötlichen Sandstein gefertigt. Er zeigt profilierte Sockel und Gesims, die Inschriftentafel ist vom Gesims durch einen querverlaufenden Perlstab abgeteilt; über dem Gesims ist ein Giebel ausgeführt mit Polstern mit Rosetten und Schuppenmuster, das rechte Polster ist abgeschlagen. In der Mitte des Giebels sind Spuren von dargestellten Früchten zu erkennen. Die gerahmten Schmalseiten zeigen links einen dreibeinigen Opfertische mit zwei unterschiedlichen Krügen, Blume, Opferkuchen und Schweinskopf. Die rechte Seite zeigt ein Füllhorn arrangiert mit Früchten, Pinienzapfen, Blüten und zwei Vögel. Der Stein befindet sich im Depot des Rheinischen Landesmuseum in Bonn (Inv. Nr. 55, 0928). Die Inschrift zeigt sich klar lesbar mit einer Buchstabenhöhe von 6,5 bis 5,5 cm.

„Matronis / Alusneihis / T(itus) Tattianus / [1]eranus pro / se et suis l(ibens) m(erito)“

 Der Name Tattianus als Gentilname ist hier bisher einzig belegt und ist eine gallorömische Form aus dem Simplex Tatto der sowohl keltisch als auch römischer Herkunft sein kann. Beim Cognomen wird entweder Veranus (Clauss) oder Seranus (Kakoschke) gelesen.
Der dritte Votivstein aus Pier wurde 1985 circa 200 m westlich der Kirche in einem zerstörten und ausgeraubten fränkischen Steinplattengrab auf Höhe „Pierer Straße 28“ als Einfassung verbaute Spolie gefunden. Der Stein ist aus weißen Liedberger Sandstein gefertigt und weist die Maße von 71,5 × 43 × 19,5 cm auf zeigt mäßigen Abrieb und Materialabbruch (linksseitig). Der Stein zeigt einen umlaufenden Sockel, über der Inschriftentafel Reste ein Gesims, auf der Oberseite eine Opferschale und zu beiden Seiten außen Voluten, deren rechte abgeschlagen ist. Die Schmalseiten zeigen vermutlich wegen des schlechten Erhaltungszustands links einen Tisch mit Opferszene und Früchten. Die rechte Seite zeigt gut erhalten ein Füllhorn mit Früchten und zu dessen Fuß rechts ein rundes Opferbrot. Der Stein befindet sich im Depot des Rheinischen Landesmuseum in Bonn (Inv. Nr. E 56/91).

Die Inschrift ist klar lesbar und zeigt im Schriftbild links durch Materialverlust bei den Anfangsbuchstaben der Zeilen Beeinträchtigungen und auf der rechten Seite mäßige Störungen (Zeile 2, 3). Die Höhe der Buchstaben beträgt 4,5 bis 5 cm. 

„Matronis / Alusnehis / A(ulus) Attaconius / [1]eranus et A(ulus) / [A]ttaconius / [Q]uintus l(ibentes) m(erito)“

Die beiden Stifter teilen sich dasselbe Praenomen Aulus und gallorömische Gentilnomen Attaconius aus der keltischen Form Attaco-n.

### Fundort Derichsweiler
Im Dürener Ortsteil Derichsweiler wurden Anfang der 1950er Jahre beim Abbruch der im Krieg stark beschädigten Kirche St. Martin zwei verbaute Steine für die Matronae Turstuahenae gefunden. Bei Nachgrabungen an der alten Kirche im Jahr 1987 wurden drei Inschriftensteine gefunden neben dem Votivstein für die Alusnehiae zwei Grabsteine (ein spätantik-christlicher für eine Fränkin Godvine). Der Erstbeschreiber Thomas Franke wertet den Fund als Spolie die aus Pier nach Derichsweiler verschleppt wurde. Der Stein ist aus Sandstein gefertigt und weist die Maße von 74 × 45 × 23 cm auf. An den Schmalseiten sind stark beriebene und durch die Verbauung erfolgte Bearbeitungsspuren gezeichnete Pflanzendekore festzustellen. Zwischen ehemals umlaufendem Sockel und rudimentärem Gesims findet sich die relativ unbeschädigte Inschriftentafel, darüber Spuren eines nicht mehr erhaltenen Aufsatzes mit Polster oder Pulvini. Der Stein befindet sich im Depot des Rheinischen Landesmuseums in Bonn (Inv. Nr. V 338).

Die fünfzeilige Inschrift ist vollständig erhalten und zeigt mäßigen Abrieb oder Ausbruch bei einzelnen Buchstaben (Zeile 1. O, Z. 5). Die Buchstaben weisen eine Höhe 4,5 cm (Z.1) bis 4 cm auf.

„Matronis / Alusneihis / C(aius) Firminius / Maturus / ex imp(erio) ips(arum) l(ibens) m(erito)“

 Durch die ex Imperio-Formel weist sich die Weihung als sogenannte Offenbarungs-Inschrift aus, das heißt, dass der Stifter die Weihung auf Geheiß, Befehl der Matronen hin ausgeführt hat.

## Beiname und Deutung
Günter Neumann stellt den Wortstamm zu germanischen Formen *aluz-, *aliza-, *aluza für den Baumnamen der Erle und für den Beinamen einen N-Stamm *aluzan. Diese Stämme liegen des Weiteren in Ortsnamen, Flussnamen und Personennamen in der Germania vor wie im Krimmgotischen Beleg Alust (Aluschta) und im Beleg Alisni aus 8. Jahrhundert für den Fluss Else (Werre). Im weiblichen runischen Personennamen  Alirgu(n)þ (Fibel von Weingarten, KJ 164) zu althochdeutsch Elira aus *Alizō.
Rudolf Simek stellt den Namen zum runischen magischen Begriff Alu und germanisch aluþ = „Bier, Rauschtrank“. Theo Vennemann leitet den Namen von einem nicht belegten gallorömischen Ortsnamen Alusniacum aus einem  Hydronym Al-us-n mit u-haltigem Suffix ab. Er vermutet in den 7 km östlich des Pierer Fundorts gelegenen Stellenamen „Ellen“, „an der Elle“ heutige Fortsetzungen.